# Svetlana Petrenko
Svetlana Petrenko (27 de maig de 1974) és una jugadora d'escacs moldava que té el títol de Gran Mestre Femení des del 2001 i Mestre Internacional del del 2004.
A la llista d'Elo de la FIDE del gener de 2020, hi tenia un Elo de 2086 punts, cosa que en feia la jugadora número 6 (en actiu) de Moldàvia, i la número 845 del rànquing mundial. El seu màxim Elo va ser de 2364 punts, a la llista de gener de 2005.

## Resultats destacats en competició
Ha estat onze cops campiona de Moldàvia en els anys 1993, 1998, 1999, 2000, 2001, 2012, 2013, 2015, 2016, 2017 i 2018, i el 2005 campiona absolut de Moldàvia.

### Participació en olimpíades d'escacs
Petrenko ha participat, representant Moldàvia, en vuit Olimpíades d'escacs entre els anys 1998 i 2014, amb un resultat de (+32 =21 –27), per un 53,1% de la puntuació. El seu millor resultat el va fer a les Olimpíada del 2004 en puntuar 9 de 13 (+6 =6 -1), amb el 69,2% de la puntuació, amb una performance de 2477.